# 于家乡
于家乡，是中华人民共和国河北省石家庄市井陉县下辖的一个乡镇级行政单位。

## 行政区划
于家乡下辖以下地区：
于家村、史家村、樊家村、张家村、康家村、郝家坡村、高家坡村、狼窝村、当泉村、水窑洼村、南张井村和张井沟村。

## 中国传统村落
- 于家村